# Namika
Namika (Frankfurt am Main, 7 september 1991) is de artiestennaam van Hanan Hamdi, een Marokkaans-Duitse popzangeres en rapper.Ze is ook bekend onder de naam Hän Violett.
In 2015 scoorde zij een Duitse nummer 1-hit met Lieblingsmensch. Dit nummer werd in dat jaar nog gecoverd door Teske de Schepper als Lievelings. In datzelfde jaar vertegenwoordigde Namika de Duitse deelstaat Hessen op het Bundesvision Song Contest met het nummer Hellwach. In 2017 werd ze de Duitse winnares van de European Border Breakers Award.
In een duo met Black M maakte zij het nummer Je ne parle pas français. De remix van de Beatgees was in 2018 twee weken een Duitse nummer 1-hit in de Musikmarkt Top 100. Dit nummer was de derde single van haar tweede album, Que Walou.

## Discografie
Albums
- 18 mei 2015: Nador
- 28 augustus 2015: Hellwach (ep)
- 1 juni 2018: Que Walou

- Gemeinsame Normdatei: 1074253434
- MusicBrainz: dffb8426-b595-4b95-8abe-d07af75e87ef
- Virtual International Authority File: 317199026
- WorldCat: E39PBJxGRY6K4wvF7j63mtDcyd